# Zvončari
Zvončari (Klockringare) är en rollfigur med anknytning till karnevalstraditionen i Rijeka och vid Kvarnerviken i nordvästra Kroatien. Den förkristna traditionen att i karnevalstider klä ut sig till en zvončar (klockringare) är karaktäristisk för denna del av Kroatien även om liknade traditioner förekommer i alpina och föralpina områden och länder. Enligt traditionen är klockringarnas primära uppgift att skrämma bort vinterns onda andar och öppna upp för våren. 
2009 upptogs den årliga Zvončari-karnevalen från Kastav-området på Unescos lista över mänsklighetens immateriella kulturarv.

## Beskrivning
Under karnevalstiden i januari månad marscherar Zvončari genom byarna i Kastav-området i nordvästra Kroatien. Iklädda fårskinn, bjällror runt midjan och olika huvudbonader eller masker för de väsen genom att rytmiskt stöta sina höfter mot varandra. Det hela kulminerar i regel på byns torg eller centrala plats där byborna socialiserar med zvončari och erbjuder dem tilltugg och/eller förfriskningar innan de drar vidare till nästa by.    

### Klädsel
Standarddräkten för en zvončar inkluderar vita byxor, randig skjorta och fårskinn. I händerna håller de en balta eller bačuka, en stiliserad form av stridsklubba, och kring midjan hänger en eller flera bjällror. Dräkterna kan variera mellan byarna och det finns olika varianter av huvudbonader. Zvončari från Halubje och Grobnik bär till exempel stiliserade masker som föreställer djurhuvuden emedan de från Žejane och Brgud bär stiliserade pappershattar föreställande vintergröna eller andra blomster. Dessa lokala varianter kan delvis knytas till den italienska annekteringen av området i början av 1900-talet. I samband med Rapallofördraget 1920 tillföll de västra delarna av området där traditionen utövas kungariket Italien. I den påföljande italieniseringen förbjöds zvončari att bära traditionella masker som då istället byttes mot pappershattar. Förändringen skulle komma att bli permanent även efter att annekteringen av området upphävts.